# Wyandotte (Oklahoma)
Wyandotte es un pueblo ubicado en el condado de Ottawa en el estado estadounidense de Oklahoma. En el año 2010 tenía una población de 	333 habitantes y una densidad poblacional de 256,15 personas por km².

## Geografía
Wyandotte se encuentra ubicado en las coordenadas 36°47′41″N 94°43′25″O / 36.79472, -94.72361 (36.794770, -94.723488).

## Demografía
Según la Oficina del Censo en 2000 los ingresos medios por hogar en la localidad eran de $23,281 y los ingresos medios por familia eran $27,321. Los hombres tenían unos ingresos medios de $25,938 frente a los $15,625 para las mujeres. La renta per cápita para la localidad era de $10,315. Alrededor del 22.8% de la población estaban por debajo del umbral de pobreza.